# 爆傷
爆傷（ばくしょう、blast injury）とは、爆発物や偶発的な爆発事故によって受ける外傷の総称である。

## 特徴
爆発は気圧、熱、破片など様々な要素で人体に損傷を及ぼすため、それぞれの損傷について知っていなければ治療できない。爆発のエネルギーが人体を損傷する形態は以下の4つに分類される。

### 一次的爆傷
急激な気圧の変化による損傷。爆発による爆風の強さは爆心からの距離の2乗に反比例するため、爆発物の極めて近くにいた人にしか生じないが、閉鎖空間における爆発はその限りでない。
これは、入射波と反射波が合わさる融合波面では圧力が2倍近くにまで高まるためであり、密室では複数の融合波面が形成され圧力が3倍以上にまで高まることもあるためである。
一次的爆傷を受けた人間は、外傷性鼓膜穿孔を起こしていることが特徴である。このような被災者は緊張性気胸や血気胸を起こす恐れが高く、後に肺挫傷、急性呼吸窮迫症候群、肺水腫、空気塞栓などの疾患も起こし易い。他に胃や結腸などの空気を含む臓器が破裂したり、或いは眼底出血によって視力を失っている場合や重傷の場合には眼球が破裂することがある。
爆発事案の際にはいち早く爆心地を同定し、そこからの個々の被災者の距離を確かめ、さらに鼓膜損傷の有無を見ることで、肺損傷や空気塞栓の危険を見極めなければならない。
入射爆風の過圧が低い場合でも目と耳が真っ先に損傷を受けるため、致命的な臓器損傷が無くても被災者が視力と聴覚を同時に失っている場合があり、軽症の被災者がパニックに陥るなどして処置が困難になることがある。

### 二次的爆傷
爆風によって飛散した破片による損傷。爆風による外傷と破片による外傷は症状も処置も異なるため、一次と二次として区別する。
二次的爆傷は事故の際にも起きるが、戦時やテロ行為の際には殺傷能力を増すため爆発物に金属片が混ぜられていたり、爆発物の外殻が破片化して飛散しやすいように成形されていたりするため、二次的爆傷を蒙る被災者は多い。多発性の穿通創となり、単なる銃創よりはるかに重症である。一次的爆傷と同様、爆心に近いほど重い損傷を負い易いことから、そうした被災者は上記の肺障害も起こし易いといえる。
基本的に殺傷半径は爆風よりも破片のほうが広範囲に及び直接の死亡原因となるのは二次的爆傷であることが多い。
むしろ、手榴弾や迫撃砲などは二次的爆傷による殺傷を目的として設計されており、軍用兵器では破片の威力に重点が置かれている。

### 三次的爆傷
体全体が爆風で壁に叩き付けられたり、建造物の倒壊などによる損傷。前者では体表に創傷が無いにもかかわらず大量の内出血を来たしたり、後者ではクラッシュ症候群になることによって致命的となる。

### 四次的爆傷
一次～三次以外の原因による外傷。爆風の熱による熱傷や、発生した化学物質による化学的損傷。
特に爆薬が爆発すると遊離炭素と一酸化炭素が大量に発生するため、一次的爆傷による肺疾患と合併症を起こすことが多い。

## 治療
爆発の規模、殺傷を目的とした爆発物か否か、建造物の倒壊を伴っているか否か、閉鎖空間か否か、個々の被災者の爆心地からの距離といった情報は、適切なトリアージに当たって必要な情報ではあるが、初療の段階でこれらの情報がえられることはまずないといっていい。そのような不明確な状況下でまず必要なのはJATECに基づいたABCの評価と、FAST（胸腹部超音波エコー）による2次的トリアージである。
爆発事案は重傷度の高い患者が特に多く発生することから、トリアージは難しいものとなる。一つの指針として、「血圧低下に頭部穿通外傷か三肢以上の損傷のいずれかを伴う」場合、あるいは「熱傷、四肢轢断、開放骨折を伴っている」場合は黒タグ（死亡）扱いとする、と言う考え方も提示されている。
また、戦時或いはテロ行為による爆発の際には、放射性物質（汚い爆弾）や化学兵器が混入されていることがあり、治療の前に除染が必要となる。このことから、近年ではマルチハザードとしての観点からCBRNE災害と総称されることが多い。一次的爆傷による肺障害は気管挿管と人工呼吸器管理が必要となるが、適切に治療すれば救命率は高い。
日本においては、2018年3月に2020年のオリンピックに向け、一般社団法人 日本外傷学会 東京オリンピック・パラリンピック特別委員会は『銃創・爆傷患者診療指針〔 Ver.1 〕』を作成した。

### 総説
- CDC Mass Casualties | Explosions and Blast Injuries: A Primer for Clinicians - アメリカ疾病予防管理センター
- DePalma RG, Burris DG, Champion HR, Hodgson MJ. "Blast injuries." NEJM. 2005 Mar 31;352(13):1335-42. Review. No abstract available. PMID 15800229
- Singer P, Cohen JD, Stein M. "Conventional terrorism and critical care." Crit Care Med. 2005 Jan;33(1 Suppl):S61-5. Review. PMID 15640681
- Haywood I, Skinner D. "ABC of major trauma. Blast and gunshot injuries." BMJ 1990 Nov 3;301(6759):1040-2. Review. No abstract available. PMID 2249057